# Cher
Cher je umjetničko ime Cherilyn Sarkisian (El Centro, Kalifornija, Kalifornija, 20. svibnja 1946.), američke zabavljačice, glumice i pjevačice.

## Životopis
Od početka glazbene karijere prodala je oko 100 milijuna primjeraka ploča. Kao članica dua "Sonny i Cher", popularnog u 60-ima, prodala je preko 80 milijuna ploča. Duo se razišao 1974. godine. Na glazbenoj sceni prisutna je 56 godina, te je prerasla u glazbenu ikonu.
Put prema slavi počeo je 1963. godine kada kao 17-godišnjakinja u jednom kafiću upoznaje mladića imenom Sonny Bono, koji će biti i ostati njena najveća ljubav, kao i glazbeni suradnik.
S 19 godina, 1965., pojavljuje se pjesma  "I Got You Babe", i dolazi na broj 1 američke i britanske top ljestvice. Prvo dijete (kćer Chastity) rodila je 4. svibnja 1969. godine. Godine 1971. Sonny i Cher dobivaju vlastiti show. Drugi put se udaje 1975. godine za muzičara Gregg Allmana i ima sina imenom Elijah Blue Allman koji je i sam glazbenik te suvremeni umjetnik.
Imala je veze s mnogo poznatih i manje poznatih muškaraca (Val Kilmer, Gene Simmons, itd.). Kroz 80-e godine imala je niz uspona i padova. Tada započinje svoju filmsku karijeru koja je bila njen početni plan prije nego što je upoznala Sonny-a. Oscara i Zlatni globus dobiva 1988. Kroz devedesete snima albume, filmove te se pojavljuje u reklamnim prodajama. Godine 1998. Sonny umire u skijaškoj nesreći u Aspenu. Iste godine izdaje album Believe, a mediji je nazivaju Sonnyevom udovicom. Godine 1999. dobiva nagradu Grammy.
Snimila je 17 filmova. Podvrgla se nekoliko puta plastičnim operacijama. Od 2008. – 2011. godine nastupa Caesar's Palace u Las Vegasu u svom showu Cher at the Colosseum. Trenutno djeluje na posljednjoj koncertnoj turneji po Sjedinjenim Američkim Državama pod nazivom "Dressed To Kill Tour“ koja svoju prvu seriju završava 11. srpnja nastupom u San Diegu.

## Karijera
Cherilyn Sarkisian LaPierre u želji za slavom i uspješnom karijerom počinje pjevati u duetu sa Sonnyem Bonom. Isprva pristupa vrlo sramežljivo kakvom se još danas opisuje ali uz pomoć Sonny-a ali i kvaru automobila pratečeg vokala Darlene Love počinje skupa sa Sonny-em raditi za u tadašnje vrijeme najvećeg producenta Phila Spectora. Sonny i Cher započinju karijeru kao Ceaser and Cleo međutim nakon serije neuspješnih singlica mijenjaju ime u jednostavno Sonny i Cher, objavljuju svoju najpoznatiju pjesmu zajedničke karijere "I Got You Babe" te ostaju kao privatni i poslovni partneri više ili manje uspješni do sredine 1970-tih godina. Od njega se odvaja te 1974. godine te počinje pjevati kao samostalna pjevačica. Godine 1971. izdaje novi singl "Gypsys, Tramps and Thieves" koji je bio njen prvi samostalni singl koji će dospjeti na broj 1 top ljestvice. Ostala dva singla su "Half Breed" objavljen 1973. i "Dark Lady" objavljen 1974. U to vrijeme napušta Sonny-a te se vraća Phil Spectoru u pokušaju da svoju karijeru dovede na jednu "zreliju, višu" razinu. U tom razdoblju nastaju dva neuspješna singla, "A Woman's Story" te duet s Harry Nilssonom "A Love Like Yours". Godine 1975. – 1977. su u glazbenom smislu bile veoma neuspješne za Cher. Potpisuje ugovor za izdavanje četiri albuma s Warner Brother Records te objavljuje albume "Stars" (1975), "I'd Rather Believe In You" (1976), "Cherished" (1977) te album sa svojim tadašnjim mužem Gregg Allman-om pod nazivom "Two The Hard Way" (1977). S njim također kreće i na kratku karijeru po Europi, ali je napušta nakon mjesec dana jer saznaje da se on vratio drogama i alkoholu. Tada ga i zauvijek napušta. Zanimljivo je spomenuti da iako glazbeno nije bila uspješna, ipak se vraća malim ekranima te pokreće vlastiti TV show jednostavnog naziva "Cher" koji uspješno krasi male ekrane u dvije sezone od 16. veljače 1975. do 4. siječnja 1976. godine. Ovim showom dokazuje da je sposobna sama vladati ekranom te uz veliki broj poznatih gostiju show postaje izrazito popularan među publikom. 
Unatoč uspjehu smatra da je sigurnija kad je u društvu sada već bivšeg muža, Sonny Bono-a te njih dvoje ponovno počinju voditi show pod nazivom The Sonny And Cher Show koji biva ukinut nakon dvije sezone sredinom 1977. godine. Bilo je očito da je magija nestala. Pri tome je potrebno spomenuti i da je u isto vrijeme Cher bila trudna s novim suprugom te punila naslovne stranice tabloida radi muževih eskapada zahvaljujući njegovim ovisnostima o drogama i alkoholu. 1978. godine vraća se malim ekranima, ali u solo inačici u jednokratnom showu imena "Cher... Special", a 1979. godine u showu "Cher And Other Fantasies". Iste godine vraća se i na glazbenu scenu s dva albuma "Take Me Home" (siječanj, 1979.) te "Prisoner" (listopad, 1979.). Prvi album postiže znatno veći uspjeh te istodobno predstavlja i njen prvi susret s disco glazbom koji će joj 90-tih godina ponovno oživjeti karijeru najuspješnijim singlom karijere "Believe" (1998). 
Godine 1980. pridružuje se rock grupi Black Rose te tadašnjem dečku, gitaristu i pjevaču Les Dudek-u te s njima objavljuje jedan neuspješan album naziva "Black Rose" te potom kreće na turneju "Take Me Home Tour", svoju prvu samostalnu turneju u karijeri.
Godine 1982. objavljuje potpuno nezamijećen album "I Paralyze" te uspješan singl s Meat Loaf-om naziva "Dead Ringer For Love". Iste godine započinje i glumačku karijeru na Broadway-u u predstavi pod redateljskom palicom Roberta Altman-a, "Come Back To The Five And Dime, Jimmy Dean, Jimmy Dean". Za filmsku verziju spomenute predstave biva nominirana za prestižnu nagradu Golden Globe. 1983. godine glumi uz Meryl Streep i Kurt Russell-a kao lezbijka u filmu po istinitoj priči, "Silkwood". Za ovu ulogu biva nominirana za Oscara te osvaja svoju prvu Golden Globe nagradu. 1985. godine snima film također rađen po istinitom događaju naziva "Mask" i osvaja nagradu za najbolju glumicu na Cannes Film Festivalu iste godine. Veliko iznenađenje je činjenica da za spomenutu ulogu nije bila nominirana za Oscara, ali njena uloga nije ostala nezapažena, čak naprotiv. Godine 1987. se pojavljuje u tri filma: crnoj komediji "Witches Of Eastwick", sudskoj drami "Suspect" te u romantičnoj komediji "Moonstruck" za koji 1988. godine osvaja Golden Globe nagradu te Oscara za najbolju žensku ulogu. Iste godine vraća se i nakon petogodišnje pauze na glazbenu scenu s albumom "Cher" te se njime vraća svojim rock korijenima. 1989. godine objavljuje tada najuspješniji album karijere "Heart Of Stone" s velikim hitom "If I Coul Turn Back Time" te kreće na drugu samostalnu turneju naziva "Heart Of Stone Tour". Godine 1990. vraća se filmskom platnu u filmskoj verziji knjige "Mermaids" istog naziva. 1991. godine slijedi album "Love Hurts" te sljedeće godine i istoimena turneja. U to vrijeme Cher otkriva da boluje od Epstein-Barr virusa nakon dvije godine življenja u neznanju, ali zabrinutosti zbog konstantne iscrpljenosti. 
Godine 1995. objavljuje jedan od najboljih, ali zanemarenih albuma svoje karijere, "It's A Man's World" na kojem se nalazi i uspješna obrada Mark Cohen-ove pjesme "Walking In Memphis". Sljedeće godine se pojavljuje u filmu "Faithful" koji ne postiže uspjeh ali iste godine ostvaruje svoj režiserki debi u filmu "If These Walls Could Talk". 
Godine 1998. objavljuje do danas najuspješniji singl svoje karijere "Believe" te istoimeni album. Iduće godine kreće na rasprodanu svjetsku turneju naziva "Do You Believe? Tour" te joj spomenuti album donosi prvu Grammy nagradu u karijeri. Iste godine se pojavljuje u filmu "Tea With Mussolini".
2000. godine objavljuje autorski album "Not.Com.mercial" na internetu koji je nastao na konvenciji autora 1994. godine u Francuskoj. Većinu materijala na albumu piše sama te obrađuje mračniju stranu života. Nakon uspješne turneje, 2001. godine objavljuje album "Living Proof" koji ne ostvaruje jednaki uspjeh kao prethodnik te objavljuje da kreće na posljednju turneju karijere pod nazivom "Living proof: The Farewell Tour" koja će trajati od 2002. – 2005. godine i postat će najuspješnija karijera samostalne glazbenice u povijesti. 2003. pojavljuje se u filmu "Stuck On You" u kojem ismijava svoju poziciju u showbusinessu te još jednom dokazuje kako dobro joj leže uloge u komedijama. 
Od 2008. – 2011. godine nastupa u Las Vegasu u showu naziva "Cher At The Colosseum". Godine 2010. glumi uz Christinu Aguileru u filmu "Burlesque" u kojem se pojavljuje pjesma "You Haven't Seen The Last Of Me" za koju osvaja Golden Globe nagradu. 
2013. godine se nakon jedanaestogodišnje pauze vraća na glazbenu scenu s albumom "Closer to the Truth" te ipak odlučuje još jednom počastiti svoje obožavatelje s turnejom za koju tvrdi da je sigurno posljednja, barem zasad. Turneja nosi naziv "Dressed To Kill Tour" kao jedna od pjesama s posljednjeg albuma.

## Filmografija
| Godina | Film                  | Uloga                            | Drugo objašnjenje                                                                                                |
| ------ | --------------------- | -------------------------------- | --- |
| 1965.  | Divlji na plaži       | Osobno                           | |
| 1967.  | Dobra vremena         | Osobno                           | |
| 1969.  | Chastity              | Chastity                         | |
| 1982.  | Jimmy Dean, vrati se  | Sissy                            | Nominirana - Golden Globe Award                                                                                  |
| 1983.  | Šuma svile            | Dolly Pelliker                   | Dobitnica Golden Globe nagrada; Nominirana za Academy Award za najbolju sporednu ulogu; Nominirana - BAFTA Award |
| 1985.  | Maska                 | Florence 'Rusty' Dennis          | Nominirana - Golden Globe Award; Dobitnik - Cannes Film Award                                                    |
| 1987.  | Osumnjičen            | Kathleen Riley                   | |
| 1987.  | Vještice iz Eastwicka | Alexandra Medford                | |
| 1987.  | Opčinjena mjesecom    | Loretta Castorini                | Academy Award za najbolju ulogu; Golden Globe Award; nominirana za BAFTA Award                                   |
| 1990.  | Sirene                | Rachel Flax                      | |
| 1992.  | Igrač                 | Osobno                           | |
| 1994.  | Prêt-à-Porter         | Osobno                           | |
| 1996.  | Vjerna                | Margaret                         | |
| 1999.  | Čaj s Musolinijem     | Elsa Morganthal Strauss-Armistan | |
| 2003.  | Zaljubljena u tebe    | Cher/Honey                       | |
| 2010.  | Burleska              | Tess                             | |

## Televizija
| Godina        | Emisija                                  | Uloga             |
| ------------- | ---------------------------------------- | ----------------- |
| 1971. – 1974. | The Sonny & Cher Comedy Hour             | Osobno            |
| 1975. – 1976. | The Cher Show                            | Osobno            |
| 1976. – 1977. | The Sonny and Cher Show                  | Osobno            |
| 1978.         | Cher... Special                          | Osobno            |
| 1979.         | Cher and Other Fantasies                 | Osobno            |
| 1983.         | Cher: A Celebration at Caesars           | Osobno            |
| 1991.         | Cher Extravaganza: Live at the Mirage    | Osobno            |
| 1996.         | Kad bi zidovi mogli pričati              | Dr. Beth Thompson |
| 1999.         | Cher: Live at the MGM Grand in Las Vegas | Osobno            |
| 2003.         | Cher: The Farewell Tour                  | Osobno            |
| 2013.         | Dear Mom, Love Cher                      | Osobno            |

## Diskografija
Samostalni studijski albumi:
- All I Really Want to Do 1965.
- The Sonny Side of Chér 1966.
- Chér 1966.
- With Love, Chér 1967.
- Backstage 1968.
- 3614 Jackson Highway 1969.
- Gypsys, Tramps & Thieves 1971.
- Foxy Lady 1972.
- Bittersweet White Light 1973.
- Half-Breed 1973.
- Dark Lady 1974.
- Stars 1975.
- I'd Rather Believe in You 1976.
- Cherished 1977.
- Take Me Home 1979.
- Prisoner 1979.
- I Paralyze 1982.
- Cher 1987.
- Heart of Stone 1989.
- Love Hurts 1991.
- It's a Man's World 1995.
- Believe 1998.
- not.com.mercial 2000.
- Living Proof 2001.
- Closer to the Truth 2013.

Ostali albumi
- Two the Hard Way 1977. (s Gregg Allmanom)
- Black Rose 1980. (s rock grupom Black Rose)

## Turneje
- Take Me Home Tour (1979–1982)
- Heart of Stone Tour (1989–1990)
- Love Hurts Tour (1992)
- Do You Believe? Tour (1999–2000)
- Living Proof: The Farewell Tour (2002–2005)
- Cher at the Colosseum (2008–2011)
- Dressed to Kill Tour (2014)

## Vanjske poveznice
- Službena stranica